# Ален Ожболт
Ален Ожболт (на словенски: Alen Ožbolt) е словенски футболист, който играе на поста нападател. Състезател на Апоел Тел Авив. Ожболт е носител на Купата на Словения с Домжале, носител на Купата на България с Локомотив (Пловдив), както и двукратен Шампион и двукратен носител на Купата на Словакия със Слован (Братислава).

## Кариера
Ожболт започва своята кариера в Домжале и прекарва период под наем в отбора на Борусия (Дортмунд) II, преди да се присъедини за постоянно към отбора на Хартберг през 2018 г. Той обаче напуска Хартберг в края на сезон 2017/18 и подписва с Локомотив (Пловдив) като свободен агент.

### Локомотив Пловдив
Ожболт подписва с Локомотив Пловдив на 16 септември 2018 г. за период от три години. Шест дни по-късно, той прави своя дебют при победата с 1 – 3 като гост на Септември (София), заменяйки Бирсент Карагарен в 81-вата минута. 
На 15 май 2019 г. той вкарва победния гол с пета във финала за Купата на България срещу Ботев (Пловдив), което носи първата Купа на България във витрината на черно-белите. Завършва първия си сезон с екипа на смърфовете с 8 попадения в 29 мача във всички турнири.
В последвалото участие в квалификациите на турнира Лига Европа срещу Спартак (Търнава) Ожболт бележи решаващия гол за 1:3 във втория двубой игран в Словакия, с което класира пловдивчани напред в турнира, помагайки им да се изправят срещу френския Страсбург в следващия кръг.

### Слован Братислава
На 11 януари 2020 г. Ожболт подписва със Слован (Братислава) за 4 години и половина. Споменаваната сума по трансфера е €350 000. 

## Успехи
Домжале
- Купа на Словения (1 път): 2017

 Локомотив (Пловдив)
- Купа на България (1 път): 2019

 Слован (Братислава)
- Цоргон лига (2 пъти): 2019/20, 2020/21
- Купа на Словакия (2 пъти): 2020, 2021